# Рак на маточната шийка
Ракът на маточната шийка е болестно състояние, което засяга шийката на матката. В повечето случаи този рак се причинява от вирус, наречен човешки папилома вирус (human papillomavirus, HPV).
Този вид рак може да бъде предотвратен чрез профилактика и лекуван в ранните стадии.

## Диагноза
От цитонамазката може да се предположи, макар и с голяма вероятност, наличието на неопластичен процес – т.е. тя е само ориентировъчен метод. Когато от цитонамазката се предполага карцином (резултати от теста PAP-II или PAP-IV), задължително се прави биопсия със сепарирано абразио.
В зависимост от отговора на патолога последващото поведение е различно. При тежкостепенна дисплазия или карцинома ин ситу се прави конизацио – в операционната се изрязва конус от маточната шийка, което е един вид биопсия. Последвалото изследване на конуса от патолога ще реши дали терапията да спре на този етап. При микроинвазивен или инвазивен карцином се прави радикална хистеректомия – отстраняват се матката с аднексите и се прави обширна лимфна дисекция. Отново изследването се извършва от патолог и пак отговорът на патолога определя стадия и по-нататъшното поведение.

### Стадии
Стадиите са:
1. карцином ин ситу
2. ракът е локализиран само в шийката.
3. ракът напуска цервикса, но не се ангажира тазовата стена или долната третина на влагалището.
4. ракът ангажира тазовата стена и долната третина на влагалището,
5. ракът излиза от таза и засяга лигавиците на дебелото черво или пикочния мехур, в този стадий са налице и далечни метастази.

След констатиране на рак пациентът задължително се представя от лекуващия лекар и патолога на онкологичен комитет с присъствието на онколог и с протокол се определя по-нататъшното лечение.
- Стадий 1A
- Стадий 1B
- Стадий 2A
- Стадий 2B
- Стадий 3B
- Стадий 4A
- Стадий 4B

## Профилактика

### Ваксинация
Gardazil е ваксина против HPV видове 6, 11, 16 & 18, която е с 98% ефективност. Cervarix е ваксина с 92% ефективност против HPV 16 и 18 за период от четири години.
Заедно HPV видовете 16 и 18 причиняват около 70% от рака на маточната шийка. HPV видове 6 и 11 причиняват около 90% от гениталните брадавици.
Ваксините против HPV са предназначени за момичета и жени между 9 и 26 години, защото ваксината работи, ако е приложена преди инфекцията, т.е. целта е ваксинацията да се извършва преди началото на половия живот. Установено е, че ваксините са ефективни за период от 4 до 6 години. Смята се, че може да се ефективни и за по-дълъг период, въпреки че този период и необходимостта от допълнителна реваксинация са неустановени.
Обсъжда се вероятността за ваксиниране на мъжете за предпазване от генитални брадавици, рак на ануса, както и за прекъсване пренасянето на вируса към жените.

### Презервативи
Презервативите осигуряват известна защита против рака на маточната шийка. Данните за ефективността на презервативите са нееднозначни, но те могат да предпазят от генитални брадавици и фактори спомагащи за рака на маточната шийка. Презервативите също осигуряват защита против различните полово преносими болести, в това число HIV и Хламидия, които увеличават вероятността от развитие на рак на маточната шийка.
Презервативите могат да бъдат полезни в предотвратяването на предракови промени в маточната шийка. Контактът със сперма увеличава риска от предракови промени (CIN 3) и употребата на презервативи спомага за намаляване на тези промени и за изчистване на HPV. Някои проучвания сочат, че простагландина в спермата може да подхрани растежа маточните тумори и че засегнатите жени може да имат полза от употребата на презервативи.

### Тютюнопушене
Канцерогените в тютюна увеличават риска от много ракови състояния, в това число рака на маточната шийка. Жените пушачи увеличават повече от два пъти, в сравнение с непушачите, вероятността за развиване на рак на маточната шийка.

### Хранене
Увеличената консумация на зеленчуци се свързва с 54% по-нисък риск на устойчивостта на HPV.

### ПАП тест
Профилактиката се състои в това веднъж на две години или ежегодно осъществяване на профилактичен гинекологичен преглед – ПАП тест – с вземане на цитонамазка – задължително с четчица (ако това условие не е изпълнено профилактиката се компрометира), а не с тампон за микробиологично изследване или с пръста на ръкавицата. Цитонамазката се изследва от патолог и той е който може да постави диагнозата рак.